# Francisco de Santo Agostinho
Francisco de Santo Agostinho, T.O.R. (Loures, 3 de novembro de 1647 - Praia, 8 de maio de 1719) foi um frei da Terceira Ordem Regular e prelado português da Igreja Católica, que serviu como bispo de Santiago de Cabo Verde. Durante o ataque do corsário Jacques Cassard à ilha de Santiago, organizou a resistência local e liderou o contra-ataque. 

## Biografia
Nascido em Loures, entrou para o Convento de Jesus da Terceira Ordem, fazendo seus votos em 2 de agosto de 1664, feito diácono em 23 de novembro de 1670 e ordenado padre em 30 de novembro desse mesmo ano.
Enviado a Angola como missionário nas regiões de Dande, Massangano e Calumbo, também trabalhou no Convento de São José, como prelado do Convento, onde realizou uma renovação da Igreja anexa, além da aquisição de um terreno numa ilha do Rio Cuanza. Por seu trabalho ali, em 1698 foi nomeado capelão-mor da Real Armada, então sob o comando de Dom Miguel Carlos de Távora, 2.º Conde de São Vicente.
Em 1708, D. Frei Francisco de Santo Agostinho foi proposto para bispo de Santiago de Cabo Verde e teve seu nome aprovado pelo Papa Clemente XI em Consistório de 24 de setembro. Foi consagrado em 20 de janeiro de 1709, na Sé de Lisboa, sem se conhecer quem foi seu sagrante. Chegou na Ilha de Santiago no final de dezembro de 1709.
Tido como afável e estimado, mantinha boas relações com os holandeses protestantes. Em 5 de maio de 1712, com o ataque do corsário francês Jacques Cassard, transferiu-se para o interior da ilha, refugiando-se na Ribeira da Trindade, em Praia, de onde pode organizar uma resistência aos saques e realizar o contra-ataque, quando os piratas se retiraram levando tudo o que conseguiam transportar, incluindo os sinos da Sé, as suas relíquias, e o mobiliário em madeira de lei. O que não foi levado para bordo, foi incendiado, incluindo a sua biblioteca. Acabaria por permanecer nessa região, onde depois da saída dos corsário mandou erigir uma Capela, pelo resto de sua vida.
Faleceu em 8 de maio de 1719, sendo sepultado na Capela da Trindade que mandara levantar em Praia.